# 荽叶委陵菜
荽叶委陵菜（学名：Potentilla coriandrifolia）为蔷薇科委陵菜属的植物。分布在尼泊尔、不丹、锡金以及中国大陆的西藏等地，生长于海拔4,100米至4,200米的地区，多生在山坡草地或高山草甸中。

## 变种
丛生荽叶委陵菜（学名：Potentilla coriandrifolia var. dumosa）为蔷薇科委陵菜属下的一个变种。